# Frederick Essen
Frederick Essen (* 22. April 1863 bei Pond, St. Louis County, Missouri; † 18. August 1946 in Creve Coeur, Missouri) war ein US-amerikanischer Politiker. In den Jahren 1918 und 1919 vertrat er den Bundesstaat Missouri im US-Repräsentantenhaus.

## Werdegang
Frederick Essen besuchte die öffentlichen Schulen seiner Heimat und arbeitete danach zunächst in der Landwirtschaft. Zwischen 1894 und 1902 war er Leiter der Grundbuchbehörde im St. Louis County. Danach war er in Clayton in der Zeitungsbranche tätig. Dort erwarb er zwei Zeitungen, die er unter dem Namen „Watchman-Advocate“ zusammenlegte. Gleichzeitig begann er als Mitglied der Republikanischen Partei eine politische Laufbahn. In den Jahren 1904, 1908 und 1912 war Essen Delegierter zu den jeweiligen Republican National Conventions auf denen zunächst Theodore Roosevelt und später zweimal William Howard Taft als Präsidentschaftskandidaten nominiert wurden. Zwischen 1909 und 1919 leitete er den Bildungsausschuss in Clayton.
Nach dem Tod des Kongressabgeordneten Jacob Edwin Meeker wurde Essen bei der fälligen Nachwahl für den zehnten Sitz von Missouri als dessen Nachfolger in das US-Repräsentantenhaus in Washington, D.C. gewählt, wo er am 5. November 1918 sein neues Mandat antrat. Da er bei den regulären Kongresswahlen des Jahres 1918 auf eine erneute Kandidatur verzichtete, konnte er bis zum 3. März 1919 nur die laufende Legislaturperiode im Kongress beenden. In dieser Zeit endete der Erste Weltkrieg.
Nach seinem Ausscheiden aus dem US-Repräsentantenhaus zog sich Frederick Essen wieder aus der Politik zurück. In den folgenden Jahren arbeitete er wieder im Zeitungsgeschäft. Außerdem stieg er in das Bankgewerbe ein. Er starb am 18. August 1946 in Creve Coeur, einem Vorort von St. Louis.